# Vule Airways
A Vule Airways egy magántulajdonban lévő ugandai légitársaság volt. A 2017 márciusában alapított légitársaság a tervek szerint 2017 novemberében kezdte volna meg működését.

## A vállalat működése
A vállalat székháza a Kampalában, a Mbogo Road 515 alatt volt. A légitársaságnak volt egy értékesítési irodája Kampala üzleti negyedében, a Kimathi Avenue 13-15 alatt, és egy másik irodája London délnyugati részén, az Egyesült Királyságban.
2017 augusztusában a vállalat arra várt, hogy az Ugandai Polgári Légiközlekedési Hatóságtól megkapja a légiközlekedési engedélyt. A vállalat kezdetben 60 alkalmazottat tervezett felvenni és hat repülőgépet akart bérelni, hogy belföldi, regionális és nemzetközi utas- és teherszállító járatokat indítson.
2017 augusztusában a Ch-aviation arról számolt be, hogy a Vule Airways megszerezte az Ugandai Polgári Légiközlekedési Hatóságtól a légiközlekedési engedélyt.

### Tulajdonjog
A vállalat részvényei 55 százalékban ugandaiak és 45 százalékban külföldiek tulajdonában vannak.

## Célállomások
A Vule Airways hat belföldi repülőtérre tervezett járatokat indítani, illetve néhány városba a Kelet-afrikai Közösségen belül. A vállalat arra számított, hogy további járatokat indít Johannesburgba, Tuniszba és Londonba hogy bővítse a szolgáltatásait ahogy a kereslet nő.

## Flotta
A cég honlapja szerint a légitársaság hat repülőgépet bérelt volna, köztük egy 40 férőhelyes Bombardier Dash 8-200, egy 78 férőhelyes Bombarider Dash Q400, három 128 férőhelyes Boeing 737-700 és egy 300 férőhelyes Boeing 777-200ER repülőgépet.